# Ponte Adriatico
Il Ponte Adriatico è un ponte strallato situato a Bari e inaugurato nel dicembre 2016. Attraversa la ferrovia collegando via Tatarella con via Sangiorgi.

## Sviluppo

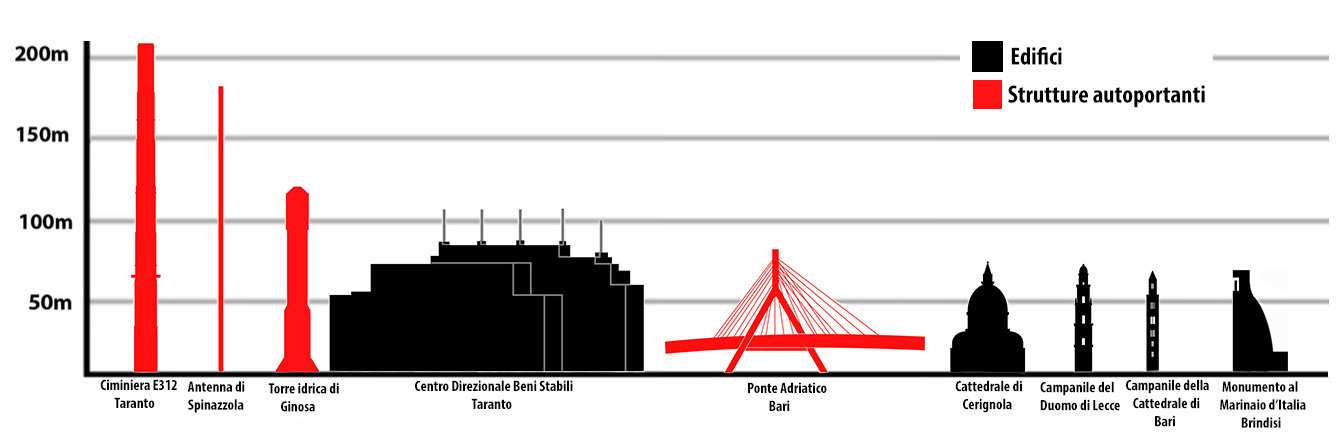
Confronto del ponte tra gli edifici più alti della Puglia

La costruzione del ponte ha avuto un costo di 32 milioni di euro, di cui 31 forniti dalla regione Puglia. Ad aggiudicarsi il contratto per la costruzione è stata Cimolai, azienda specializzata nella costruzione di ponti.
Il ponte è di tipo strallato ad arpa, con un singolo pilone centrale alto 78 m caratterizzato dalla forma a Y capovolta e sghemba di 60°. Ha un totale di 30 cavi, 15 per lato, 7 da una parte e 8 dall'altra, arrivando ad una lunghezza totale di 626 m ed una luce strallata di 225 m, divisa in due campate di 112,5.

## IlPonte Harambe
Inizialmente, il nome del ponte sarebbe stato deciso da un sondaggio su Internet. Qualche mese prima, tuttavia, avvenne l'uccisione del gorilla Harambe nello zoo di Cincinnati e, come conseguenza dell'ondata di reazioni su Internet suscitate dalla tragedia, il nome vincitore del sondaggio fu proprio Ponte Harambe, con oltre 100.000 voti a favore. Successivamente, il comune di Bari decise di ignorare il sondaggio e chiamò il ponte col nome attuale. Il nomignolo Ponte Harambe, tuttavia, è rimasto molto comune tra gli abitanti della zona.